# Адам кая
Адам кая (от турски – „човекът камък“) се намира край махала „Каяджилар“ на с.Равен (Област Кърджали).

## Описание и особености
Предполага се, че скалният феномен е дооформен от човешка ръка в края на Каменно-медната епоха. Скалата представлява фигура с конусообразно тяло и глава с две лица. В непосредствена близост до Адам кая са разположени скална гробница с кръгла гробна камера и куполовиден свод и т.нар. Скален комплекс „Големият казан“ (намира се в местността „Казан беюг“), където върху високата над 30 m скала се наблюдават множество скално изсечени паметници – ниши, жертвеници, жлебове, улеии др.

## Научна интерпретация
Проф. Ана Радунчева свързва антропоморфната скала с находки от Новокаменната епоха открити в култовия комплекс до с.Долнослав – фигура на двулико, рогато божество и голяма куха, керамична фигура от могилата в Старозагорски минерални бани, която също е двулика. Радунчева не изключва възможността въпросното божество да е било широко почитано в Новокаменната епоха и с течение на времето този праисторически божествен персонаж да е мотивирал появата на двуликия бог Янус – пазителят на входовете и изходите, на небесните двери, изворите и водите и пътищата и пътниците. Според нея двуликите култови фигури са новост за късната Новокаменна епоха и всички характеристики, с които древните хора са натоварили образа му, биха могли да се свържат с характеристиките на късноенеолитните търговци. Много е вероятно, според проф. Радунчева, Адам кая да е място за почит на двуликото божество.